# بطحيش خجول
بطحيش خجول (الاسم العلمي: Cyprinodon verecundus) (بالإنجليزية: Largefin pupfish)‏ هو نوع من الأسماك يتبع جنس البطحيش من الفصيلة البطحيشية.